# 壁屋監獄

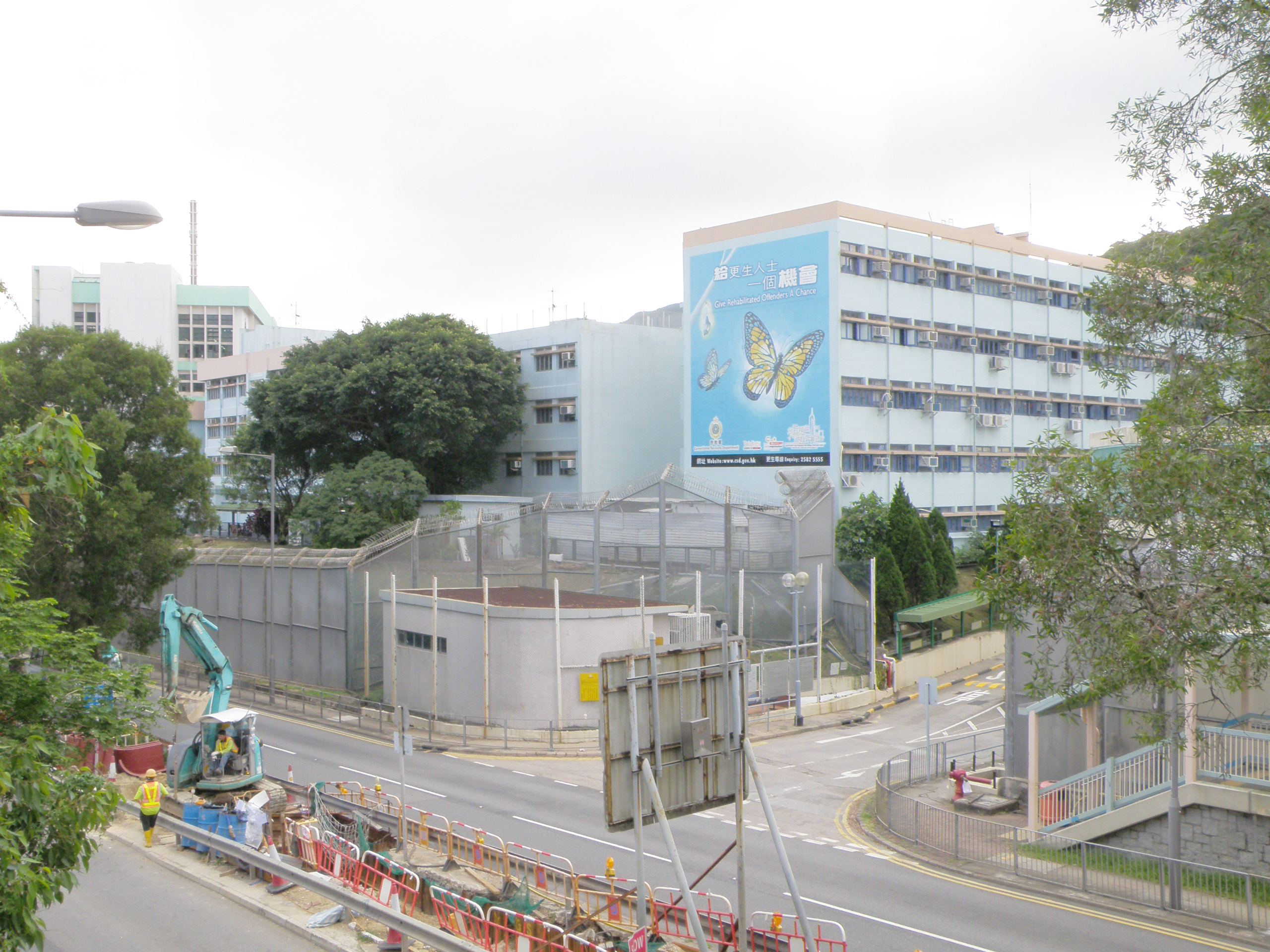
壁屋監獄

壁屋監獄（英語：Pik Uk Prison），是香港懲教署轄下的一所低度設防的監獄，位於新界西貢區清水灣道397號。該監獄於1975年投入服務，現關押男性成年的初犯。

## 職員遇襲
2024年11月1日下午12時許，駐守壁屋監獄的一級懲教助理李家輝下班後沿天橋到附近巴士站候車，一輛套上假牌的私家車駛至距事主約5米位置，3名隸屬新義安的蒙面男持長條形硬物下車向他施襲，3人約10秒後返回車輛逃去。李家輝頭及上肢共6處裂傷，傷口長5至15厘米，右手腕骨折，治理後情况穩定，2024年11月2日仍留醫。

## 知名囚犯
- 謝霆鋒：香港藝人，2002年10月2日，因撞車「頂包」案被裁定串謀妨礙司法公正罪名成立，還押14天候判，最終在西區裁判法院被判240小時社會服務令。[3]。
- 陳同佳：涉嫌於台北謀殺女友潘曉穎後潛逃回港，因盜取死者財物被判洗黑錢罪成入獄29個月，及後觸發2019年反對修訂逃犯條例政治風波[4]。
- 陳健民：佔中九子案被告之一，2019年4月24日因兩項串謀公眾妨擾罪，於西九龍裁判法院被判即時監禁16個月，於2020年3月14日刑滿出獄。

## 外部連結
- 懲教署：壁屋監獄 （页面存档备份，存于）